# 王元姬
王元姬（217年—268年4月20日），王朗之孙女，王肃之女，司马昭之妻，晋武帝之母。

## 生平
王元姬從小聰慧，八岁就懂朗诵《诗經》、《论》，特善《丧服》一节，文义过目不忘。她对长辈意旨的判断百发百中，父母因此命她管理家事，她处置得事事得宜，显示出她的明达事理。十五歲嫁給司马昭，生五子一女。
她知书识礼，性情贤淑，做妻子、媳婦尽心妇道。父亲去世后，因居丧悲痛衣带渐宽，言与泪俱。钟会伐蜀时，她就对司马昭说钟会不可大任，钟会在灭蜀之后果然谋反身死。司马炎称帝，尊她为皇太后，她仍亲自捻线纺織。她性情俭素，貴为皇太后卻使用不加文饰的器皿，衣服也是洗了再穿。但是出口必是儒家经义的雅正辞义，侍臣的搬弄是非、挑拨离间、诬陷中伤她也是能够明辨的。
泰始四年三月戊子（268年4月20日），王元姬卒，年五十二，谥曰文明皇后。四月己亥日（5月1日），安葬於崇陽陵。

## 家庭

### 夫
- 司马昭

### 祖父
- 王朗

### 父母
- 父王肃
- 母羊氏

### 弟
- 王恂，再封兰陵侯，后为氶子，历任河南尹、侍中。
- 王恺，官至后将军，因与石崇斗富而出名。

### 子女
- 司馬炎（即晉武帝）
- 司馬攸（過繼於司馬師）
- 司馬兆
- 司馬定國
- 司馬廣德
- 京兆公主

## 评价
- 王朗：“兴吾家者，必此女也，惜不为男矣！”（《晋书·卷三十一·列传第一》）
- 房玄龄《晋书》：“诞膺纯和，淑慎容止。质直不渝，体兹孝友。《诗》、《书》是悦，礼籍是纪。三从无违，中馈允理。追惟先后，劳谦是尚。爰初在室，竭力致养。嫔于大邦，皇基是相。谧静隆化，帝业以创。内叙嫔御，外协时望。履信居顺，德行洽畅。密勿无荒，劬劳克让。崇俭抑华，冲素是放。虽享崇高，欢嘉未飨。”“崇化繁祉，肇基商乱。”
- 《太平广记》：“秉德清贞，体行纯和。”（《晋书·卷三十一·列传第一》）“自即尊位，眷恋素业，忽弃华丽。”（《太平御览·卷一百三十八·文明王皇后》）

## 藝術形象

### 遊戲
- 真三國無雙系列/無雙OROCHI系列（光榮公司開發，伊藤加奈惠配音）

### 影視
- 電視劇《大軍師司馬懿之軍師聯盟》（2017年）：蒲萄

## 延伸阅读
[在维基数据编辑]
 《晉書/卷031》，出自房玄齡《晉書》